# ウルサ (小惑星)
ウルサ(1838 Ursa)は、小惑星帯外側の小惑星である。1971年10月20日にパウル・ヴィルトがベルン郊外のツィンマーヴァルト天文台で発見した。ラテン語で「クマ」を意味する言葉から命名された。